# Macroclinium roseum
Macroclinium roseum es una especie de orquídea epifita originaria de América.

## Descripción
Es una orquídea de pequeño tamaño con hábitos de epifita que se encuentra en Brasil.

## Taxonomía
Macroclinium  roseum fue descrita por João Barbosa Rodrigues   y publicado en Genera et Species Orchidearum Novarum 2: 237. 1882.
Etimología
Macroclinium: nombre genérico que es una referencia a la gran extensión de la columna de sus flores.
roseum: epíteto latíno que significa "de color rosa". 
Sinonimia
- Notylia rosea (Barb.Rodr.) Cogn.	 basónimo[2][3]